# Kuta Tinggi (Salak)
Kuta Tinggi is een bestuurslaag in het regentschap Pakpak Bharat van de provincie Noord-Sumatra, Indonesië. Kuta Tinggi telt 994 inwoners (volkstelling 2010).